# Skilanglauf-Scandinavian-Cup 2010/11
Der Skilanglauf-Scandinavian-Cup 2010/11 war eine von der FIS organisierte Wettkampfserie, die am 17. Dezember 2010 in Savalen begann und am 27. Februar 2011 in Keuruu endete.

## Männer

### Resultate
| 1. Scandinavian Cup in Savalen, 17. und 18. Dezember 2010 | 1. Scandinavian Cup in Savalen, 17. und 18. Dezember 2010 | 1. Scandinavian Cup in Savalen, 17. und 18. Dezember 2010 | 1. Scandinavian Cup in Savalen, 17. und 18. Dezember 2010 | 1. Scandinavian Cup in Savalen, 17. und 18. Dezember 2010 |
| --------------------------------------------------------- | --------------------------------------------------------- | --------------------------------------------------------- | --------------------------------------------------------- | --------------------------------------------------------- |
| Datum                                                     | Disziplin                                                 | Erster Platz                                              | Zweiter Platz                                             | Dritter Platz                                             |
| 17. Dezember 2010                                         | 15 km Freistil                                            | Roger Aa Djupvik                                          | Finn Hågen Krogh                                          | Snorri Einarsson                                          |
| 18. Dezember 2010                                         | Sprint Freistil                                           | Eirik Brandsdal                                           | Finn Hågen Krogh                                          | John Kristian Dahl                                        |

| 2. Scandinavian Cup in Torsby, 8. und 9. Januar 2011 | 2. Scandinavian Cup in Torsby, 8. und 9. Januar 2011 | 2. Scandinavian Cup in Torsby, 8. und 9. Januar 2011 | 2. Scandinavian Cup in Torsby, 8. und 9. Januar 2011 | 2. Scandinavian Cup in Torsby, 8. und 9. Januar 2011 |
| ---------------------------------------------------- | ---------------------------------------------------- | ---------------------------------------------------- | ---------------------------------------------------- | ---------------------------------------------------- |
| Datum                                                | Disziplin                                            | Erster Platz                                         | Zweiter Platz                                        | Dritter Platz                                        |
| 8. Januar 2011                                       | 15 km klassisch                                      | Martin Johnsrud Sundby                               | Eldar Rønning                                        | Mats Larsson                                         |
| 9. Januar 2011                                       | 20 km Freistil (Massenstart)                         | Martin Johnsrud Sundby                               | Juha Lallukka                                        | Finn Hågen Krogh                                     |

| 3. Scandinavian Cup in Madona, 2. und 3. Februar 2011 | 3. Scandinavian Cup in Madona, 2. und 3. Februar 2011 | 3. Scandinavian Cup in Madona, 2. und 3. Februar 2011 | 3. Scandinavian Cup in Madona, 2. und 3. Februar 2011 | 3. Scandinavian Cup in Madona, 2. und 3. Februar 2011 |
| ----------------------------------------------------- | ----------------------------------------------------- | ----------------------------------------------------- | ----------------------------------------------------- | ----------------------------------------------------- |
| Datum                                                 | Disziplin                                             | Erster Platz                                          | Zweiter Platz                                         | Dritter Platz                                         |
| 2. Februar 2011                                       | Sprint Freistil                                       | Hans Petter Lykkja                                    | Øyvind Gløersen                                       | Andreas Myran Steen                                   |
| 3. Februar 2011                                       | 15 km Freistil                                        | Tero Similä                                           | Lari Lehtonen                                         | Thomas Vestbø                                         |

| 4. Scandinavian Cup in Jõulumäe, 5. und 6. Februar 2011 | 4. Scandinavian Cup in Jõulumäe, 5. und 6. Februar 2011 | 4. Scandinavian Cup in Jõulumäe, 5. und 6. Februar 2011 | 4. Scandinavian Cup in Jõulumäe, 5. und 6. Februar 2011 | 4. Scandinavian Cup in Jõulumäe, 5. und 6. Februar 2011 |
| ------------------------------------------------------- | ------------------------------------------------------- | ------------------------------------------------------- | ------------------------------------------------------- | ------------------------------------------------------- |
| Datum                                                   | Disziplin                                               | Erster Platz                                            | Zweiter Platz                                           | Dritter Platz                                           |
| 5. Februar 2011                                         | Sprint klassisch                                        | Kent Ove Clausen                                        | Antti Häkämies                                          | Vahur Teppan                                            |
| 6. Februar 2011                                         | 15 km klassisch                                         | Karel Tammjärv                                          | Hans Petter Lykkja                                      | Juha Lallukka                                           |

| 5. Scandinavian Cup in Keuruu, 25. bis 27. Februar 2011 | 5. Scandinavian Cup in Keuruu, 25. bis 27. Februar 2011 | 5. Scandinavian Cup in Keuruu, 25. bis 27. Februar 2011 | 5. Scandinavian Cup in Keuruu, 25. bis 27. Februar 2011 | 5. Scandinavian Cup in Keuruu, 25. bis 27. Februar 2011 |
| ------------------------------------------------------- | ------------------------------------------------------- | ------------------------------------------------------- | ------------------------------------------------------- | ------------------------------------------------------- |
| Datum                                                   | Disziplin                                               | Erster Platz                                            | Zweiter Platz                                           | Dritter Platz                                           |
| 25. Februar 2011                                        | Sprint klassisch                                        | Hans Petter Lykkja                                      | Pål Golberg                                             | Vahur Teppan                                            |
| 26. Februar 2011                                        | 15 km klassisch                                         | Finn Hågen Krogh                                        | Calle Halfvarsson                                       | Chris Jespersen                                         |
| 27. Februar 2011                                        | 15 km Freistil (Verfolgung)                             | Chris Jespersen                                         | Finn Hågen Krogh                                        | Thomas Vestbø                                           |

### Gesamtwertung Männer
| Endstand (Top 10) |                        |        |
| \| Rang \| Name \| Punkte \| \| ---- \| ---------------------- \| ------ \| \| 01 \| Finn Hågen Krogh \| 521 \| \| 02 \| Hans Petter Lykkja \| 350 \| \| 03 \| Øyvind Gløersen \| 257 \| \| 04 \| Pål Golberg \| 232 \| \| 04 \| Chris Jespersen \| 232 \| \| 06 \| Kent Ove Clausen \| 230 \| \| 07 \| Ole-Marius Bach \| 212 \| \| 08 \| Calle Halfvarsson \| 207 \| \| 09 \| Martin Johnsrud Sundby \| 200 \| \| 10 \| Lari Lehtonen \| 175 \| |                        |        |
| Rang | Name                   | Punkte |
| 01 | Finn Hågen Krogh       | 521    |
| 02 | Hans Petter Lykkja     | 350    |
| 03 | Øyvind Gløersen        | 257    |
| 04 | Pål Golberg            | 232    |
| 04 | Chris Jespersen        | 232    |
| 06 | Kent Ove Clausen       | 230    |
| 07 | Ole-Marius Bach        | 212    |
| 08 | Calle Halfvarsson      | 207    |
| 09 | Martin Johnsrud Sundby | 200    |
| 10 | Lari Lehtonen          | 175    |

## Frauen

### Resultate
| 1. Scandinavian Cup in Savalen, 17. und 18. Dezember 2010 | 1. Scandinavian Cup in Savalen, 17. und 18. Dezember 2010 | 1. Scandinavian Cup in Savalen, 17. und 18. Dezember 2010 | 1. Scandinavian Cup in Savalen, 17. und 18. Dezember 2010 | 1. Scandinavian Cup in Savalen, 17. und 18. Dezember 2010 |
| --------------------------------------------------------- | --------------------------------------------------------- | --------------------------------------------------------- | --------------------------------------------------------- | --------------------------------------------------------- |
| Datum                                                     | Disziplin                                                 | Erster Platz                                              | Zweiter Platz                                             | Dritter Platz                                             |
| 17. Dezember 2010                                         | 10 km Freistil                                            | Marte Elden                                               | Heidi Weng Sara Svendsen                                  |                                                           |
| 18. Dezember 2010                                         | Sprint Freistil                                           | Maiken Caspersen Falla                                    | Hanna Brodin                                              | Heidi Weng                                                |

| 2. Scandinavian Cup in Torsby, 8. und 9. Januar 2011 | 2. Scandinavian Cup in Torsby, 8. und 9. Januar 2011 | 2. Scandinavian Cup in Torsby, 8. und 9. Januar 2011 | 2. Scandinavian Cup in Torsby, 8. und 9. Januar 2011 | 2. Scandinavian Cup in Torsby, 8. und 9. Januar 2011 |
| ---------------------------------------------------- | ---------------------------------------------------- | ---------------------------------------------------- | ---------------------------------------------------- | ---------------------------------------------------- |
| Datum                                                | Disziplin                                            | Erster Platz                                         | Zweiter Platz                                        | Dritter Platz                                        |
| 8. Januar 2011                                       | 10 km klassisch                                      | Vibeke Skofterud                                     | Maiken Caspersen Falla                               | Britt Ingunn Nydal                                   |
| 9. Januar 2011                                       | 10 km Freistil (Massenstart)                         | Kristin Størmer Steira                               | Vibeke Skofterud                                     | Hilde Lauvhaug                                       |

| 3. Scandinavian Cup in Madona, 2. und 3. Februar 2011 | 3. Scandinavian Cup in Madona, 2. und 3. Februar 2011 | 3. Scandinavian Cup in Madona, 2. und 3. Februar 2011 | 3. Scandinavian Cup in Madona, 2. und 3. Februar 2011 | 3. Scandinavian Cup in Madona, 2. und 3. Februar 2011 |
| ----------------------------------------------------- | ----------------------------------------------------- | ----------------------------------------------------- | ----------------------------------------------------- | ----------------------------------------------------- |
| Datum                                                 | Disziplin                                             | Erster Platz                                          | Zweiter Platz                                         | Dritter Platz                                         |
| 2. Februar 2011                                       | Sprint Freistil                                       | Kirsi Perälä                                          | Heidi Weng                                            | Mari Eide                                             |
| 3. Februar 2011                                       | 10 km Freistil                                        | Hilde Lauvhaug                                        | Heidi Weng                                            | Britt Ingunn Nydal                                    |

| 4. Scandinavian Cup in Jõulumäe, 5. und 6. Februar 2011 | 4. Scandinavian Cup in Jõulumäe, 5. und 6. Februar 2011 | 4. Scandinavian Cup in Jõulumäe, 5. und 6. Februar 2011 | 4. Scandinavian Cup in Jõulumäe, 5. und 6. Februar 2011 | 4. Scandinavian Cup in Jõulumäe, 5. und 6. Februar 2011 |
| ------------------------------------------------------- | ------------------------------------------------------- | ------------------------------------------------------- | ------------------------------------------------------- | ------------------------------------------------------- |
| Datum                                                   | Disziplin                                               | Erster Platz                                            | Zweiter Platz                                           | Dritter Platz                                           |
| 5. Februar 2011                                         | Sprint klassisch                                        | Triin Ojaste                                            | Heidi Weng                                              | Mari Eide                                               |
| 6. Februar 2011                                         | 10 km klassisch                                         | Triin Ojaste                                            | Britt Ingunn Nydal                                      | Laura Ahervo                                            |

| 5. Scandinavian Cup in Keuruu, 25. bis 27. Februar 2011 | 5. Scandinavian Cup in Keuruu, 25. bis 27. Februar 2011 | 5. Scandinavian Cup in Keuruu, 25. bis 27. Februar 2011 | 5. Scandinavian Cup in Keuruu, 25. bis 27. Februar 2011 | 5. Scandinavian Cup in Keuruu, 25. bis 27. Februar 2011 |
| ------------------------------------------------------- | ------------------------------------------------------- | ------------------------------------------------------- | ------------------------------------------------------- | ------------------------------------------------------- |
| Datum                                                   | Disziplin                                               | Erster Platz                                            | Zweiter Platz                                           | Dritter Platz                                           |
| 25. Februar 2011                                        | Sprint klassisch                                        | Kirsi Perälä                                            | Ella Gjømle                                             | Kathrine Harsem                                         |
| 26. Februar 2011                                        | 10 km klassisch                                         | Heidi Weng                                              | Britt Ingunn Nydal                                      | Astrid Øyre Slind                                       |
| 27. Februar 2011                                        | 10 km Freistil Verfolgung                               | Tuva Toftdahl Staver                                    | Heidi Weng                                              | Astrid Øyre Slind                                       |

### Gesamtwertung Frauen
| Endstand (Top 10) |                        |        |
| \| Rang \| Name \| Punkte \| \| ---- \| ---------------------- \| ------ \| \| 01 \| Heidi Weng \| 630 \| \| 02 \| Britt Ingunn Nydal \| 434 \| \| 03 \| Astrid Øyre Slind \| 348 \| \| 04 \| Laura Mononen \| 304 \| \| 05 \| Hilde Lauvhaug \| 264 \| \| 06 \| Maiken Caspersen Falla \| 242 \| \| 07 \| Tuva Toftdahl Staver \| 216 \| \| 08 \| Triin Ojaste \| 200 \| \| 08 \| Kirsi Perälä \| 200 \| \| 10 \| Jennie Öberg \| 199 \| |                        |        |
| Rang | Name                   | Punkte |
| 01 | Heidi Weng             | 630    |
| 02 | Britt Ingunn Nydal     | 434    |
| 03 | Astrid Øyre Slind      | 348    |
| 04 | Laura Mononen          | 304    |
| 05 | Hilde Lauvhaug         | 264    |
| 06 | Maiken Caspersen Falla | 242    |
| 07 | Tuva Toftdahl Staver   | 216    |
| 08 | Triin Ojaste           | 200    |
| 08 | Kirsi Perälä           | 200    |
| 10 | Jennie Öberg           | 199    |